# Györffi Kálmán
Györffi Kálmán (Erdőszentgyörgy, 1945. március 26. – Gyergyószentmiklós, 2025. január 7.) erdélyi magyar prózaíró.

## Életútja
A marosvásárhelyi Unirea Középiskola elvégzése után (1963) először építészeti technikumba járt, majd a Babeș–Bolyai Tudományegyetem bölcsészkarán szerzett magyar nyelv és irodalom szakos tanári diplomát (1976). Gyergyószentmiklóson tanított, 1980-tól az Előre munkatársa volt. Marosvásárhelyen él.  Első írása az Ifjúmunkásban jelent meg (1968), majd az Utunk, Igaz Szó is közölte novelláit, kisregényeit.
Forrás-kötetét, a Csendes hétköznapok című KISZ-díjas novellagyűjteményt 1973-ban adták ki. Prózáját már indulásakor megkapó életközelség, mély, elemző lényeglátás, eszköztelenségében is árnyalt stílus jellemzi. Bensőségesen, kivételes érzékenységgel ábrázolja a hétköznapok, az egyszerű emberek világát, élménygazdagság, az élet intenzitása hatja át írásait. Olykor szenvtelennek tűnő, tárgyiasan leltározó stílusával az eldologiasodás veszélyére döbbenti rá a tárgyi világnak kiszolgáltatott embert. Vissza-visszatérő motívum írásaiban az építkezés s a vele járó, olykor emberséget csorbító áldozat. "Nem agyafúrt, hanem szelíden megszállott Sziszifuszok vívják hétköznapi, csendes harcukat e novellák téglarakásai, cementeszsákjai között, hónapos szobáiban és kisudvarain" – írja róla Marosi Péter. E téma nagyobb igényű kibontása a Házavatás című kisregény (Házavatás. Ágnes. Két kisregény, 1975). Az öregség és mindenfajta szenvedés ábrázolására is különös hajlama van: szimbólumértékű az Ágnes tragikus-groteszk portréja.
Az idő felbontásával, a mondat kereteinek tágításával már korán kísérletezett: sajátos, ahogyan a leírás, elbeszélés, visszaemlékezés és dialógus elemeit egy mondaton belül keveri, anélkül, hogy az olvasót kizökkentené a hatás szintetikus befogadásának folyamatából. A visszatekintő című regényében (1978) az idő felbontásának és sűrítésének történelmi dimenziókat is átfogó, újszerű technikáját valósítja meg. Előbb az Igaz Szóban, majd hasonló című elbeszéléskötetében is megjelent kisregénye, A nagy kórház a kiszolgáltatottság szimbóluma (1981). A tehetetlenség – sugallja ez az írás – nem fér össze az öntudattal. Ennek az összeférhetetlenségnek a nyers, fölényes, fekete humort sem megvető ábrázolásával a szerző azok ellen az adottságok ellen lázít, amelyek e kettőt mégis békés egymás mellett élésre kényszerítik.
Sodoma, avagy kiáltás az emberért című bibliai tárgykörű drámája (Igaz Szó, 1982/9) önmeghatározása szerint "groteszk játék": tiltakozás az atomháborúval fenyegető fegyverkezési verseny ellen.

## Communitas magyar irodalmi kör
1986-ban Marosvásárhelyen az OGYI néhány hallgatójának szervezésével (Ábrám Zoltán, Pávai Zoltán és mások) létrehozták a Communitas magyar irodalmi kört, sokan eljöttek rendezvényeikre. Ábrám Zoltán egy füzetet vezetett, ebbe rögzítették a meghívottak gondolataikat, verseiket, novelláikat. A hajdani köri összejövetelekre emlékezve kiadták e füzetet emlékkönyv formájában 1996-ban, s sokan a hajdani kör tagjai közül 1996. december 14-én összejöttek az emlékünnepségre, köztük Györffi Kálmán, Lázár László, Markó Béla, Marosi Ildikó, Székely János.

## Köteteiből
- Csendes hétköznapok: novellák (Bukarest, 1973)
- Házavatás. Ágnes (Bukarest, 1975)
- A visszatekintő: regény (1978)
- A nagy kórház: elbeszélések (Bukarest, 1981)
- Întoarcerea: roman (Visszatekintő, román nyelven, Bucureşti, 1983)
- Mézízű napjaink: elbeszélések, karcolatok (Bukarest, 1987)
- Ne üldözz, Hermann! (Marosvásárhely, 2001)
- Válogatott novellák; vál., szerk. Lövétei Lázár László; Székelyföld Alapítvány, Csíkszereda, 2017 (Székely könyvtár)

## Társasági tagság
- Aranka György Irodalmi Kör
- Gaál Gábor Kör